# Cottered
Cottered – wieś i civil parish w Anglii, w Hertfordshire, w dystrykcie East Hertfordshire. W 2011 civil parish liczyła 659 mieszkańców. Cottered jest wspomniana w Domesday Book (1086) jako Chodrei.